# Mazes and Monsters
Mazes and Monsters (conocida en España como Monstruos y laberintos, En el umbral del miedo y El umbral del juego) es una telefilme dirigido por Steven Hilliard Stern y emitida por primera vez en la televisión estadounidense en 1982. El título de la película es también el de un juego de rol ficticio, en el que la trama de la película representa ser el objeto de interés de un grupo de estudiantes. Esta fue la primera gran actuación estelar del joven Tom Hanks, cuando todavía tenía 26 años de edad.

## Argumento
Robbie Wheeling (Tom Hanks) comienza sus estudios en la ficticia Universidad Grant y pronto se une a un grupo de amigos, cada uno de ellos con sus propios problemas personales. Jay Jay (Chris Makepeace) se siente marginado por su madre, quien constantemente decora una y otra vez su cuarto a gusto de ella. Kate (Wendy Crewson) ha tenido una serie de relaciones fallidas. Los padres de Daniel (David Wallace) desaprueban su sueño de convertirse en diseñador de videojuegos y Robbie tiene una madre alcohólica y un padre demasiado estricto que siempre están enfrascados en disputas, además de que vive atormentado por la misteriosa desaparición de su hermano Hall. Todos son aficionados a un juego de rol de fantasía titulado Mazes and Monsters, un juego al que precedentemente Robbie ya había jugado pero con el que estuvo tan obsesionado que suspendió su anterior año escolar. Aun así, y a pesar de que al principio Robbie se niega a volver a jugar, sus amigos lo convencen para que vuelva a hacerlo.
Durante el transcurso del juego, Robbie y Kate comienzan a tener una relación seria, en la que él le confiesa a ella que todavía tiene pesadillas acerca de su hermano. Con el paso del tiempo, Jay Jay, triste de haber sido abandonado por sus amigos, decide suicidarse en una cueva cercana, pero mientras planea cómo hacerlo se da cuenta de que la cueva es un lugar más apropiado para comenzar a jugar una nueva campaña de Mazes and Monsters. Jay Jay mata entonces dramáticamente a su personaje ficticio para poder ser más convincente y conseguir que sus amigos acepten jugar en vivo en la cueva.
Durante la partida que juegan en la cueva, Robbie sufre un acceso de psicosis, concretamente una alucinación en la que él mata a un monstruo llamado Gorvil. De ahí en adelante, Robbie comienza a creerse realmente que él es su personaje del juego, el clérigo Pardeux. Esto lo lleva a terminar su relación con Kate (para mantener el celibato) y a comenzar a dibujar mapas que supuestamente le llevarán a un lugar sagrado que él ve en sus sueños y al que llama el «Gran Vestíbulo» (the Great Hall en la versión original en inglés del telefilme). En su sueño, el «Gran Vestíbulo» le dice que para acceder a él debe dirigirse a las Dos Torres, que en realidad son las dos grandes torres del World Trade Center. Cree que saltando desde lo alto de las torres y lanzando un hechizo mientras cae, se abrirá paso hacia el «Gran Vestíbulo». Entretanto sus amigos llaman a la policía y le forman parte del estado psicótico en el que Robbie se encuentra, aunque ocultan que en realidad eso le sucedió primero en una cueva en la que jugaban a Mazes and Monsters. Finalmente sus amigos encuentran a Robbie y le impiden que salte, haciéndole recobrar al mismo tiempo su sentido de la realidad.
La película acaba con los amigos de Robbie haciéndole una visita en casa de sus padres. Aunque ya está bajo tratamiento psicológico, está claro que ahora su estado psicótico ha vuelto de forma definitiva y permanente y que vivirá el resto de su vida atrapado en su mundo imaginario, creyendo que él todavía es Pardeux, que sus amigos son realmente los personajes ficticios que interpretaban en el juego y que está viviendo en una posada, pagando su alojamiento con una moneda mágica, que cada mañana reaparece «por arte de magia» sobre su mesita de noche. Sus tres amigos lo embarcan entonces por última vez en una partida de Mazes and Monsters, dejando que Robbie les dicte a ellos los aconteceres de la partida.

## Reparto
- Tom Hanks como Robbie Wheeling
- Chris Makepeace como Jay "Jay-Jay" Brockway
- Wendy Crewson como Kate Finch
- David Wysocki como Daniel
- Lloyd Bochner como Hall
- Peter Donat como Harold
- Louise Sorel como Julia
- Susan Strasberg como Meg
- Anne Francis como Ellie
- Murray Hamilton como el teniente John Martini
- Vera Miles como Cat
- Chris Wiggins como el Rey
- Kevin Peter Hall como el Gorvil

## Antecedentes
La película es una adaptación de la novela de mismo título, escrita y publicada en 1981 por Rona Jaffe. Jaffe basó su novela en artículos y comunicados de prensa que, de una manera completamente errónea e inexacta, relataban la desaparición en 1979 — y el posterior suicidio en 1980— del joven James Dallas Egbert III. Los medios de comunicación de entonces relataban que, el día de su desaparición, Egbert, de 16 años de edad, entró en los túneles de ventilación de la Universidad de Míchigan para jugar a una partida de rol en vivo de Dungeons & Dragons. 
Estos datos fueron proporcionados por William Dear, un detective contratado por los padres de James Egbert; pero la teoría no reposaba en ningún hecho comprobado, por lo que fue abandonada muy pronto. Aun así, la prensa dio por válida esta hipótesis y relacionó la desaparición del muchacho con el juego de rol; y a su vez, inspiró a Jaffe para su novela de 1981 y a la película de 1982. 
Pero, como arriba queda dicho, todas esas informaciones eran falsas: en 1984 el libro The Dungeon Master (El amo del calabozo), escrito por el mismo William Dear, reveló por fin la verdad al público. En él, Dear relató cómo James Egbert se había fugado de casa de sus padres y también cómo mantuvo su fuga hasta la fecha de su suicidio: el 16 de agosto de 1980. Ya en 1984, Dear sabía esto a carta cabal, porque, en septiembre de 1979, había conseguido entrevistarse en secreto con el joven Egbert, quien le contó todo lo que hizo el día de su desaparición: entró en los túneles de ventilación de la Universidad de Míchigan para suicidarse por envenenamiento, pero, al no conseguirlo, huyó de allí para esconderse sucesivamente en casa de diferentes amigos, quienes al principio estuvieron dispuestos a ocultarlo pero que luego, preocupados por las posibles implicaciones en el caso, le dijeron que se fuera. James Egbert se fue entonces a Nueva Orleans, donde intentó de nuevo suicidarse y donde de nuevo no lo consiguió. Entonces se fue a Morgan City (Luisiana), donde trabajó en un campo petrolífero. Fue al cabo del cuarto día de su entrada en ese trabajo, todavía en el mes de septiembre de 1979, que Egbert llamó al detective, a quien concedió la entrevista secreta en la que le contó toda su historia. 
El 13 de septiembre de 1979 Dear decidió entregarlo a la custodia de su tío, el Dr Marvin Gross, pero antes de eso el joven Egbert le hizo prometer a Dear que mantuviera tanto su historia como su localización en secreto, promesa que Dear cumplió hasta la publicación de The Dungeon Master en 1984, cuatro años después de la muerte de Egbert. Ni los estados depresivos de Egbert, ni su fuga, ni sus dos intentos fallidos de suicidio, ni finalmente su suicidio consumado en 1980 se debieron a la influencia de ningún juego de rol, pero debido a la promesa y al secreto que Dear guardaba sobre lo que realmente sucedió, la tesis según la cual fue el juego lo que indujo a la muerte al joven Egbert fue la tesis que prevaleció y la que llevó a que el sensacionalismo y la animosidad en contra de los juegos de rol se materializasen en la novela de Jaffe y en la película de Stern.
El título original de la película iba a ser Dungeons & Dragons pero fue cambiado al de la novela por la cadena CBS, para evitar una posible demanda por parte de la compañía TSR, Inc., compañía que todavía entonces conservaba los derechos del juego. La película se estrenó en 1982 y contó con las actuaciones estelares de Tom Hanks, Wendy Crewson, David Wallace y Chris Makepeace.

## Mazes and Monstersen castellano
El telefilme Mazes and Monsters ha sido doblado al castellano y distribuido por diferentes medios y en diferentes ocasiones, con hasta tres traducciones diferentes para su título:
- En España, el canal de televisión Antena 3 emitió el telefilme en abierto como mínimo dos veces, una en 1991[1][2] y otra en 1993,[3] ambas con el título Monstruos y laberintos.
- En 1996 la distribuidora barcelonesa Glory Films distribuyó el telefilme en formato de cassette VHS con el título En el umbral del miedo.
- En 2006 la distribuidora mataronense DVD Spain distribuyó el telefilme en formato de DVD con el título El umbral del juego.
- En 2023 la película se encuentra disponible en el catálogo «Prime Video» de Amazon.